# Harlœ
Harlœ beziehungsweise Harloe (* 1992 in Queens, New York; bürgerlich: Jessica Ashley Karpov) ist eine US-amerikanische R&B-Sängerin und Songwriterin.

## Leben
Jessica Ashley Karpov wurde 1992 in Queens, New York geboren. Sie hat russische und rumänische Wurzeln. Ihre Schwester Suzanne Karpov ist Opernsängerin. Ashley besuchte die Lynbrook High School in Lynbrook, New York, die sie 2010 abschloss. Anschließend studierte sie darstellende Künste an der Tisch School of the Arts der New York University.
Ihre musikalische Karriere begann 2009. Bereits während ihrer High-School-Zeit veröffentlichte sie mehrere Coverversionen auf YouTube. 2012 erschien ihre Debüt-EP Prelude unter dem Namen Jessica Ashley über iTunes. Aus dieser EP koppelte sie drei Singles aus und ließ Videos dazu erstellen, die mehr als eine Million YouTube- und Vevo-Aufrufe erreichten. Beim Video zu Neverland spielte Sänger und Model Juston Gaston, ihr damaliger Freund, mit. Sie wurde 2014 von M2V (Epic Records) unter Vertrag genommen. 2016 erschien mit All in My Felings ihre erste Single als Harlœ.
Derzeit arbeitet sie an ihrem Debütalbum zusammen mit Evan Bogart und Eman Kirakou.
Zusammen mit Robin Schulz veröffentlichte sie 2019 die Single All This Love, die Platz 26 der deutschen Singlecharts erreichte.
Neben ihrer eigenen Musikkarriere schrieb sie unter anderem Songs für JoJo, MKTO, Maude, Madison Beer, Charli XCX, Britney Spears und Leona Lewis.

## Diskografie
EPs
- 2012: Prelude (als Jessica Ashley)

Singles
- 2012: Souvenir (als Jessica Ashley)
- 2012: 24 Hours (als Jessica Ashley)
- 2012: Neverland (als Jessica Ashley)
- 2016: All in My Feelings
- 2019: All This Love (Robin Schulz feat. Harlœ)

Songwriting
| Titel                                         | Jahr | Künstler/in                     | Album                                         |
| --------------------------------------------- | ---- | ------------------------------- | --------------------------------------------- |
| Cool                                          | 2014 | Maude                           | #HoldUp                                       |
| No More Second Chances (feat. Jessica Ashley) | 2014 | MKTO                            | MKTO                                          |
| Unbreakable                                   | 2014 | Madison Beer                    | nur Single                                    |
| Kinda Miss You                                | 2015 | Deborah Cox                     | Work of Art                                   |
| Love Me Down                                  | 2016 | Britney Spears                  | Glory                                         |
| Secret (Shh)                                  | 2016 | Charli XCX                      | Vroom Vroom                                   |
| Thin Air                                      | 2016 | Olivia Holt feat. Jordan Fisher | Olivia                                        |
| Body Speak                                    | 2016 | Serayah                         | Empire: Original Soundtrack Season 2 Volume 2 |
| Heat                                          | 2017 | Kelly Clarkson                  | Meaning of Life                               |
| Medicine                                      | 2017 | Kelly Clarkson                  | Meaning of Life                               |
| Cruel                                         | 2017 | Kelly Clarkson                  | Meaning of Life                               |
| I Don’t Think About You                       | 2017 | Kelly Clarkson                  | Meaning of Life                               |
| Redlights                                     | 2018 | Vanessa Iraci                   | nur Single                                    |

## Auszeichnungen für Musikverkäufe
Anmerkung: Auszeichnungen in Ländern aus den Charttabellen bzw. Chartboxen sind in ebendiesen zu finden.
| Land/RegionAuszeichnungen für Musikverkäufe (Land/Region, Auszeichnungen, Verkäufe, Quellen) | Gold     | Platin | Verkäufe | Quellen           |
| -------------------------------------------------------------------------------------------- | -------- | ------ | -------- | ----------------- |
| Deutschland (BVMI)                                                                           | Gold1    | —      | 200.000  | musikindustrie.de |
| Österreich (IFPI)                                                                            | Gold1    | —      | 15.000   | ifpi.at           |
| Insgesamt                                                                                    | 2× Gold2 | —      |          |                   |